# Antoine Zamore
Antoine Zamore alias Charles Antoine Francois "La Fleur" Zamore, född cirka 1736, död 1814, var en svensk hovtjänare (kammermohr). Han har i modern tid uppmärksammats som en av Sveriges första mer väldokumenterade personer av afrikanskt ursprung och är föremål för en släktförening. 
Han ingick i hertig Karls hov. Zamore fick 1784 tjänst som pukslagare i Hertig Carls livregemente till häst tillsammans med morianerna Robert Spirman och Carl Gustav Abrahamsson alias Richard Abramsson (cirka 1764–1838), vilka båda fick börja som ryttare.